# Busegwe
Busegwe è una circoscrizione rurale (rural ward) della Tanzania situata nel distretto di Butiama, regione del Mara. Conta una popolazione di 5 319 abitanti (censimento 2012).